# ماساکی اوکینو
ماساکی اوکینو (انگلیسی: Masaki Okino؛ زادهٔ ۱۳ دسامبر ۱۹۹۶) بازیکن فوتبال اهل ژاپن است.
از باشگاه‌هایی که در آن بازی کرده‌است می‌توان به باشگاه فوتبال سرزو اوساکا اشاره کرد.